# علل جنگ جهانی اول

اتحادهای دیپلماتیک در اروپا، اندکی قبل از شروع جنگ جهانی اول

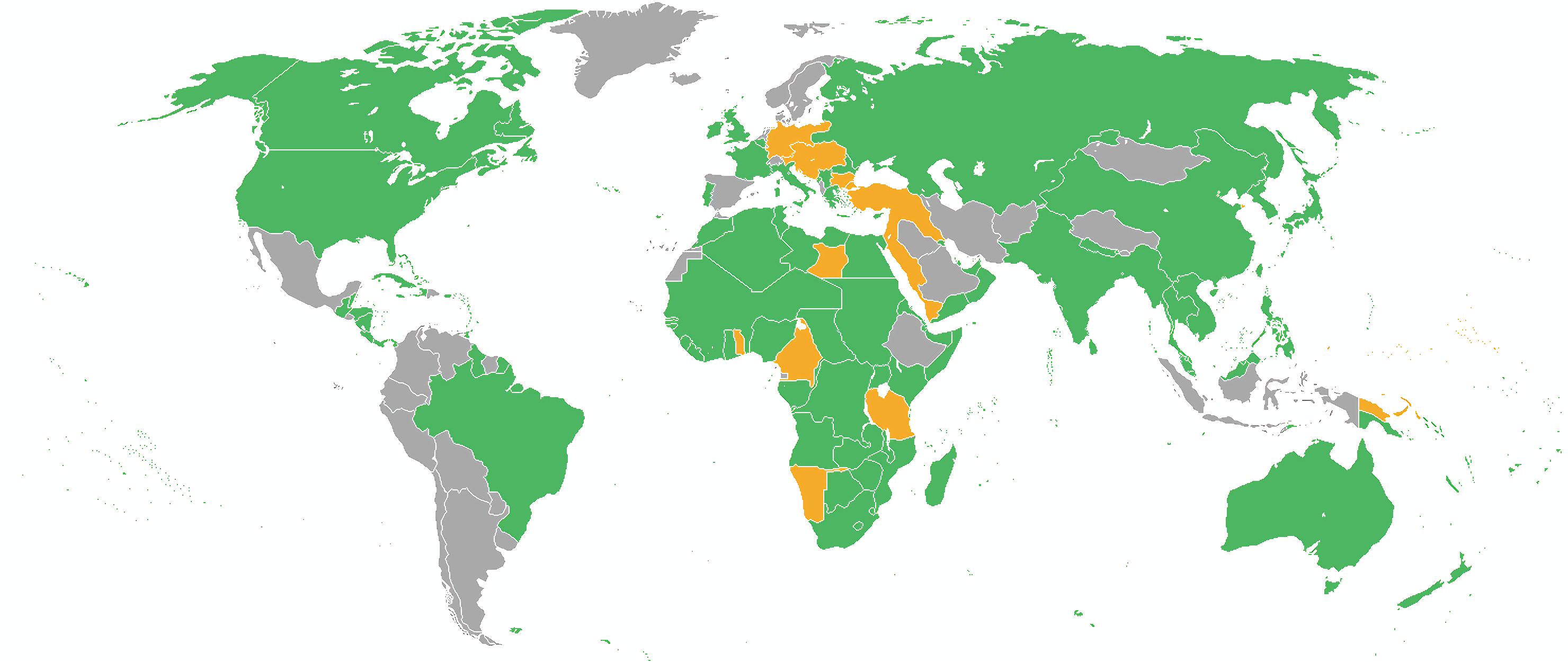
نقشه جهان دربارهٔ کشورهای درگیر در جنگ جهانی اول در سال ۱۹۱۷ میلادی، متفقین با رنگ سبز و قدرت‌های مرکزی با رنگ نارنجی و کشورهای بی‌طرف با رنگ خاکستری مشخص شده‌اند.

دلایل شروع جنگ جهانی اول کماکان بحث‌برانگیز است و سوالات بسیاری در این زمینه مطرح شده‌است. این جنگ در اواخر ماه ژوئیه سال ۱۹۱۴ میلادی در منطقه بالکان آغاز شد و در ماه نوامبر سال ۱۹۱۸ پایان یافت. ۱۷ میلیون کشته و ۲۰ میلیون زخمی از مهمترین عواقب این جنگ بود.
مهمترین مسئله، برای تحلیل این رویداد؛ بررسی زمینه‌های و ریشه‌های پیدایش این جنگ است. این‌گونه تحلیل‌ها سعی می‌کنند به این سؤال پاسخ دهند که: چطور دو اتحاد رقیب و قدرتمند -یعنی آلمان و امپراتوری اتریش-مجارستان در یک طرف و در طرف دیگر روسیه، فرانسه، صربستان و بریتانیای کبیر -در مقابل یکدیگر قرار گرفتند؛ و به آغاز جنگ در ۱۹۱۴ میلادی منجر شد. از جمله مهمترین مواردی که در تحلیل بلند مدت از این رویداد به آن اشاره می‌شود از این قبیل است: منازعات سیاسی، ارضی و اقتصادی بین کشورها، رشد نظامی گری، مجموعه‌ای پیچیده از اتحادها و توافقات بین‌المللی، امپریالیسم، رشد ناسیونالیسم و همچنین خلاء قدرتی که در نتیجه افول امپراتوری عثمانی ایجاد شده بود. از دیگر موارد مهمی که در تحلیل بلند مدت و بررسی ریشه‌های پیدایش این رویداد می‌توان به آن اشاره کرد از این قرار است: منازعات مرزی و سرزمینی حل نشده، شکستن ساختار موازنه قدرت در اروپا، چند پاره شدن و تفکیک قوای حاکمیتی، مسابقه تسلیحاتی از که دهه‌ها قبل شروع شده بود.
تحلیل‌های سطحی، {به بررسی ریشه‌ها و زمینه‌های پیدایش این رویداد کاری ندارند بلکه} تمرکز این‌گونه از تحلیل ها؛ بررسی وقایع و اتفاقاتی است که درون آن رویداد رخ داده است. از جمله تصمیم‌های مهم سیاستمداران و ژنرال‌های نظامی را اندکی قبل از شروع واقعه بررسی می‌کند. جرقه‌ی این جنگ، با حادثه ترور آرشیدوک فرانتس فردیناند و همسرش، در ۲۸ ژوئیه ۱۹۱۴ میلادی، زده شد. قاتل گاوریلو پرنسیپ یک ملی‌گرای صرب و یوگسلاو بود و در گروه جوانان بوسنی عضویت داشت. بحران زمانی فوران کرد که منازعهٔ بین دو کشور اتریش-مجارستان و صربستان به دیگر کشورها سرایت کرد و کشورهای روسیه، فرانسه، آلمان و در نهایت بلژیک و بریتانیا نیز درگیر این بحران شدند. از دیگر موارد مهم در تشدید بحران می‌توان به برداشت‌های نادرست دیپلماتیک از اهداف دیگر کشورها اشاره نمود. (به‌طور مثال آلمان معتقد بود که بریتانیا بی‌طرف خواهد ماند و وارد این درگیری نخواهد شد)
بحران، ریشه در یک سلسله از درگیری‌های دیپلماتیک داشت که ده‌ها سال قبل از ۱۹۱۴ آغاز شده بود. این منازعات دیپلماتیک بین قدرت‌های بزرگ جهانی و استعماری شکل گرفت (ایتالیا، فرانسه، آلمان، بریتانیا، اتریش-مجارستان و روسیه) این منازعات عمومی که ده‌ها سال به طول انجامید؛ باعث شد توازن قدرت در اروپا دستخوش تغییر شود و شروع این تغییرات از سال ۱۸۶۷ آغاز شده بود.